# Kringtjärnen, Norrbotten
Kringtjärnen är en sjö i Bodens kommun i Norrbotten och ingår i Luleälvens huvudavrinningsområde.